# حوض الصحراء
حوض الصحراء یا حوضۀ صحرای بس (عربی: حوض الصحراء) یک سیستم آبخوان آرتزین است که بیشتر صحرای الجزایر و تونس را در بر می‌گیرد و تا لیبی امتداد یافته و کل شن‌زار بزرگ خاوری را در بر می‌گیرد. 